# Mathias Färm
Mathias Färm, född 9 september 1974 i Örebro, är en svensk musiker. Färm är gitarrist i skatepunkbandet Millencolin sedan 1992 och sångare och gitarrist i rockbandet Franky Lee som bildades 2006.

## Biografi
Färm började skejta 1987 och i och med det även lyssna på olika punkrockband såsom Operation Ivy, Mc Rad, The Descendents och Odd Man Out på grund av skatevideorna. I början av 1992 var han och Nikola Sarcevic medlemmar i bandet Seigmen, ett punkrockband som sjöng på svenska. 
Tillsammans med Sarcevic och Erik Ohlsson bildade Färm 1992 bandet Millencolin. Från början spelade han trummor men han bytte till gitarr 1993, då den nuvarande trummisen Fredrik Larzon kom in i gruppen.
Färm bildade 2006 Franky Lee tillsammans med Magnus Hägerås (The Peepshows) och Fredrik Granberg (Randy). Bandet gav ut sitt första album, Cutting Edge, år 2007 och senare, år 2011, kom bandets andra album There Is No Hell Like Other Peoples Happiness.
Färm äger en musikstudio med namnet Soundlab Studios som ligger en bit utanför Örebro. 2006 producerade han det svenska punkbandet Asta Kasks album En för alla ingen för nån.